# Eddesser Seewiesen
Die Eddesser Seewiesen sind ein Naturschutzgebiet in der niedersächsischen Gemeinde Edemissen im Landkreis Peine.
Das Naturschutzgebiet mit dem Kennzeichen NSG BR 069 ist 68 Hektar groß. Es ist nach Westen, Norden und Osten vom Landschaftsschutzgebiet „Bärenkamp“ umgeben. Das Gebiet steht seit dem 16. August 1985 unter Naturschutz. Zuständige untere Naturschutzbehörde ist der Landkreis Peine.
Das Naturschutzgebiet liegt zwischen Uetze und Edemissen südlich der Bahnstrecke Berlin–Lehrte. Es stellt ein überwiegend durch Grünland geprägtes Gelände unter Schutz, das sich aus einem mit Grundwasser gefüllten Erdtrichter bildete, der im Laufe der Zeit langsam verlandete. Neben dem Grünland sind zum Teil zeitweise trockenfallende Kleingewässer, Feuchtwiesen und -weiden, Röhrichte, Groß- und Kleinseggenrieden, Gebüsche und Birken-Eichenwald sowie Erlenbruch zu finden.
Die Eddesser Seewiesen bieten zahlreichen Pflanzen und Tieren Lebensraum und dienen u. a. auch dem Wiesenvogelschutz.